# Constantin C. Georgescu
Constantin C. Georgescu (n. 4/17 iulie 1898, Ploiești – d. 14 iunie 1968, București) a fost un academician român, inginer silvic, zooentomolog, fitopatolog, membru corespondent (1948) al Academiei Române.

## Biografie
A fost profesor la Facultatea de Silvicultură din București.
A fost membru corespondent al Academiei de Științe din România începând cu 21 decembrie 1937 și membru titular începând cu 5 iunie 1943 .

## Distincții
- Ordinul Muncii clasa a II-a (31 decembrie 1956) „cu prilejul împlinirii a 90 de ani de la înființarea Societății Academice Romîne, pentru merite deosebite in muncă”[2]